# Alkoholabstinens
Alkoholabstinens är det syndrom som drabbar alkoholberoende personer vid avvänjning från drogen. Symptombilden är komplex och innefattar bland annat (ofta men långt ifrån alltid) epileptiska kramper och delirium tremens. Alkoholabstinens kan till skillnad från den abstinens, som uppstår vid avvänjning från många andra droger, vara direkt livshotande. I äldre tider, då ingen medicinsk behandling var möjlig, var mortaliteten i delirium tremens hög, uppemot 30% 

## Olika former av alkoholabstinens

### Lindrig alkoholabstinens
Lindrig alkoholabstinens består främst av ångest, oro, handtremor, svettning, lindriga problem med hjärtklappning, sömnrubbningar och irritabilitet. Symptomen är snabbt övergående, ofta inom några dygn, och kräver i normalfallet ingen särskild behandling.

### Påtaglig alkoholabstinens
Påtagliga abstinensbesvär bör däremot behandlas farmakologiskt för att undvika att de förvärras vid varje obehandlat tillfälle med ökad risk för abstinenskramper och delirium tremens. 
Det akuta alkoholabstinenssyndromet består av hjärtklappning och svettningar, handdarrningar, sömnproblem, illamående, övergående hallucinationer härrörande från alla sinnesapparater, ängslan och eventuellt epileptiska anfall. Dessutom finns risk för delirium tremens, det vill säga desorientering utöver de övriga symtomen. 
Bakgrunden är de efter en längre tids drickande kraftigt uppreglerade receptorerna i framför allt de glutaminerga systemen. Den avbrutna alkoholtillförseln leder till en kraftig generell stimulering och aktivering av centrala nervsystemet inklusive det autonoma nervsystemet med risk för abstinensepileptiska anfall. De kraftigt förstärkta sinnesintrycken kan leda till att man utvecklar ett delirium, det vill säga konfusion betingad av alkoholabstinens.

#### Abstinenskramper
Epileptiska anfall (abstinenskramper) är en fruktad komplikation som beräknas förekomma hos tre procent hos alkoholberoende patienter. Ofta har symtomet föregåtts av flera veckors mycket hög konsumtion av alkohol. Kramperna uppträder vanligen inom de fyra första dygnen av obehandlad nykterhet, men kan komma betydligt senare vid blandmissbruk med bensodiazepiner. 
Anfallen inträffar abrupt i form av muskelryckningar, så kallade grand mal anfall. Tungbett, fradga, urin- och faecesavgång kan förekomma. I allmänhet föregås dessa anfall inte av den aura som ofta förekommer vid genuin epilepsisjukdom. Behandling med Karbamazepinbaserade läkemedel är effektiv för att undvika dessa kramper.

#### Delirium Tremens
Delirium tremens (DT, "dille") är numera ett tämligen ovanligt tillstånd på grund av effektiv förebyggande behandling. Tidigare var dödligheten närmare tjugo procent i brist på adekvata behandlingsinsatser. Symtomen är varierande medvetandegrad, förvirring, osammanhängande tal, motorisk oro, mycket hög puls, kraftigt förhöjt blodtryck och temperaturstegring. 
Hallucinationer, i synnerhet visuella och taktila, är vanliga. DT uppträder oftast på andra till tredje dygnet av obehandlad abstinens och föregås inte sällan av abstinenskramper. DT kräver oeftergivligt övervakning och farmakologisk behandling i slutenvård.